# Marilyn Mazur - queen of percussion
|  | Denne artikel er oprettet af botten PalnaBot ud fra en ekstern database. Den kan derfor have sproglige fejl eller mangler. Denne skabelon kan fjernes efter kontrol af indholdet. |

Marilyn Mazur - queen of percussion er en portrætfilm fra 2006 instrueret af Christian Braad Thomsen efter eget manuskript.

## Handling
Den danske percussionist Marilyn Mazur er en stjerne på den internationale jazzhimmel. Hun har turneret med en række af de betydeligste navne i international jazz, bl.a. Miles Davis, og har modtaget verdens største jazzpris. Mazurs baggrund er lige så multikulturel som hendes musik. Hun er født i New York i 1955. Hendes polske mor blev forstødt af sin katolske familie, da hun giftede sig med en sort mand, der blev Marilyns far. Som følge af den amerikanske racisme udvandrede familien til Danmark. Her begyndte Mazur at spille klassisk klaver, men valgte senere jazzen, fordi den gav hende friere udfoldelsesmuligheder. I filmen fortæller Mazur om sin musik, vi følger hende i hendes egne grupper »Future Song« og »Percussion Paradise«, og vi oplever hende med Miles Davis samt med tenorsaxofonisten Jan Garbarek, i hvis gruppe hun har spillet siden 1991. På dvd'en findes endvidere ekstra materiale.